# Iztok in avenija
Iztok Velišček se je rodil 5.1.1970 v Šempetru pri Gorici.
Že v otroštvu so ga spremljali zvoki različnih rock skupin.
Resneje pa se je začel z glasbo ukvarjati sredi osemdesetih let(1985),ko mu je oče kupil električno kitaro.
Ustvarja avtorsko pop rock glasbo.
V svojem ustvarjalnem obdobju(1992-2014)je posnel
3 avtorske albume.
Leta 1994 je kot pevec  in soustvarjalec glasbe pri
ansamblu Someone pri založbi pan records izdal album(the time says many things).Skupina Someone je leta 1995 razpadla. Sledila je Solo kariera, ki traja še danes.
V obdobju (1997-2000)je v studiu f-mix v Bovcu posnel
samostojni album »To še ni vse«.
Leta 2001  je v studiu Boom v Šempetru pri Gorici pod taktirko Matjaža Švaglja
je bilo najbolj plodno delovanje Iztoka do tedaj.
Mlado mesto je bila skladba tedna na radiu Robin in
Več tednov na prvem mestu glasbene lestvice v primorskih novicah. Maja 2002 je skladba »Za prah« zmagala po oceni strokovne žirije v TV- oddaji Orion 
RTV-SLOVENIJA. Pesem Epilog je istega leta poleti odprl vrata na festival v Kopru Nova Scena. Jeseni leta 2003 se je iztok odločil,da zadnje štiri skladbe posname v studiu Hipersound records in pri njih tudi izdal CD album Epilog. Leta 2005 so bile napetosti med člani skupine Avenija hude za to je Iztok skupino razpustil. Sledilo je družinsko obdobje vendar se je leta 2012 vrnil.
SOLO DISKO GRAFIJA(2000-2005)
Album To še ni vse
Album Epilog